# Defensa (náutica)

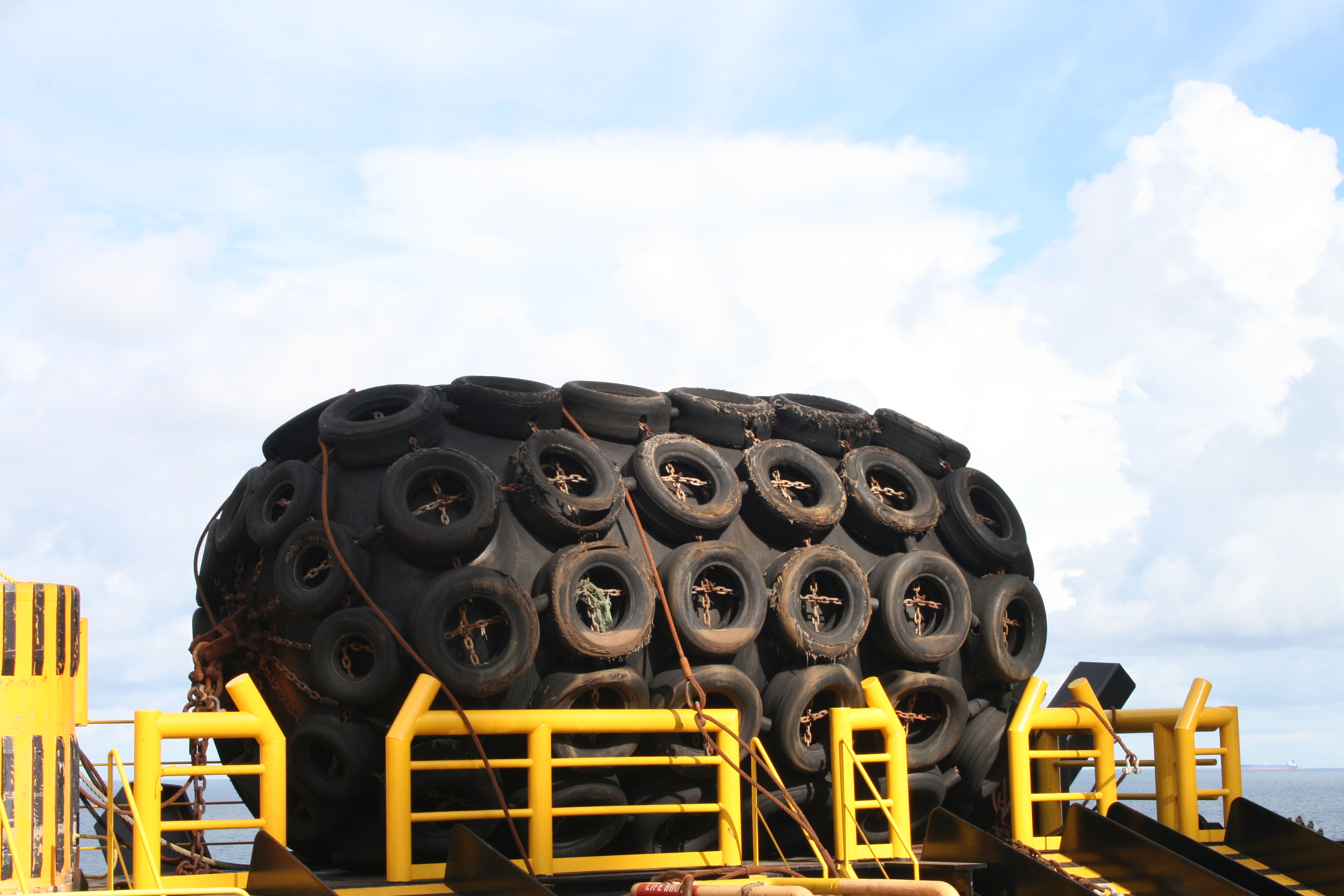
Defensa tipo Yokohama.

La defensa son los elementos que se colocan al costado de una embarcación para protegerla de otras naves o del muelle. Existen defensas fijas y defensas móviles.
En la actualidad la más difundidas son de caucho con el interior inflado por aire.
En embarcaciones menores existen defensas tejidas en fibras textiles como cáñamo o sisal y rellenas de corcho o residuos de goma. 
Las defensas tipo Yokohama como la que ilustra la fotografía se emplean en embarcaciones que deben abarloarse a otras en aguas abiertas o poco protegidas para efectuar alijes de carga o combustible. Este tipo de defensas son muy recomendables pues pueden almacenar gran cantidad de energía. Su mayor ventaja es que absorben una gran cantidad de energía, con baja presión en superficie de la unidad sobre barco.
Las defensas de caucho vienen en diferentes presentaciones, incluyendo las neumáticas, Defensas de muelles SUPER CONE, Defensas para muelles CELL, tipo arco, tipo GD,  cuadradas y muchas otras.

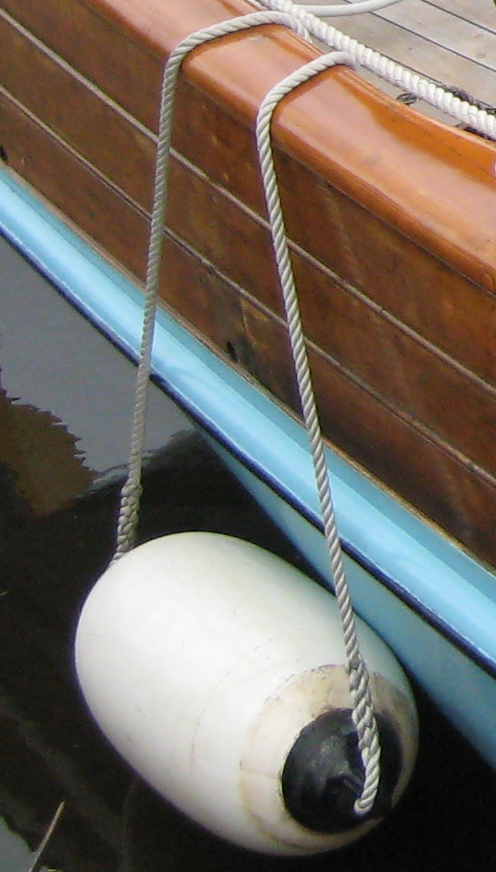
Defensa para veleros
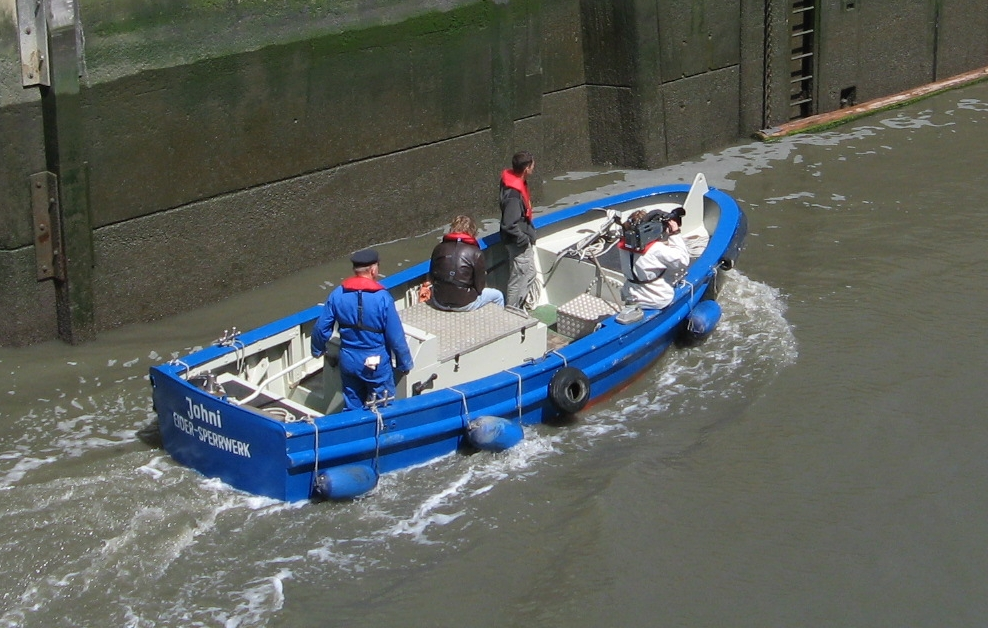
Defensa en embarcaciones menores
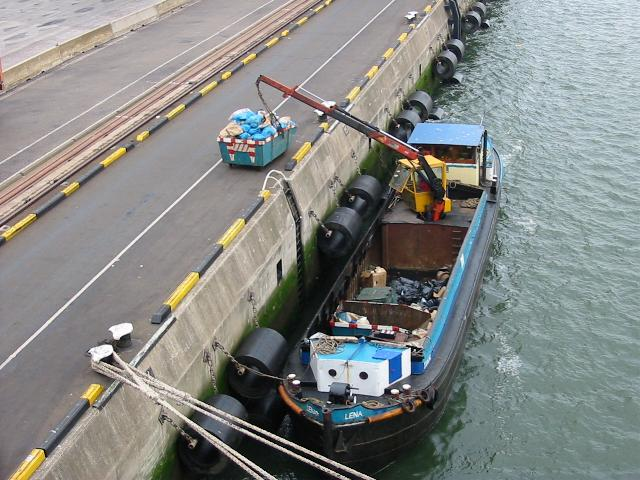
Defensa fija de muelle